# Брайант, Уоллес
Уоллас Брайнт (англ. Wallace Bryant; 19 декабря 1863, Мелроз, Массачусетс — 2 мая 1953, Глостер, Массачусетс) — американский стрелок из лука, бронзовый призёр летних Олимпийских игр 1904.
На Играх 1904 в Сент-Луисе Брайнт участвовал во всех мужских дисциплинах. Он занял третье место в командном соревновании и выиграл бронзовую медаль. Также он стал четвёртым в двойном йоркском круге и восьмым в двойном американском.